# Métro de Belo Horizonte
Le Métro de Belo Horizonte (en portugais : Metrô de Belo Horizonte) est exploité par la Companhia Brasileira de Trens Urbanos (CBTU) via la Superintendência de Trens Urbanos de Belo Horizonte (STU/BH). Le métro ne comporte qu'une seule ligne de 28,1 km de voies doubles desservant 19 stations. La ligne actuelle traverse la ville de l'ouest au nord, en passant par la partie centrale de Belo Horizonte. En plus de Belo Horizonte, la ligne dessert aussi la municipalité voisine de Contagem, où est située la Station Eldorado. Le métro a transporté 65 millions de passagers en 2013. En 2017, le métro transporte environ 210 000 passagers par jour, soit 60 millions de passagers, ce qui en fait le quatrième système de métro le plus fréquenté du Brésil.

## Histoire
Le projet de métro de Belo Horizonte consistait à transformer le réseau ferroviaire existant en séparant le transport du fret et en éliminant les passages à niveau en zone urbaine pour en faire un moyen de transport de passagers tout en augmentant sa capacité. La plateforme ainsi clôturée répond donc aux fonctionnalités d’un métro. Véhicules et piétons circulent en dessous ou au-dessus des rails en site propre du nouveau métro, essentiellement au sol.
La construction de ce métro a commencé en mars 1982 pour une mise en service attendue en 1986. Une première ligne était prévue à partir de Eldorado à l'ouest vers São Gabriel dans le nord de la ville, soit 26,5 km de voies double et 16 stations ainsi qu’une extension Calafate ↔ Barreiro de 10,5 km. Une aide financière du gouvernement français fut accordée pour l’achat d’une partie du matériel roulant (traction), des systèmes de signalisation et de télécommunications.
La construction fut régulièrement retardée, à son ouverture en août 1986, seule la section Eldorado-Lagoinha fut mise en service. Le métro faisait alors 10,8 km de long et comptait six stations (Vila Oeste fut ajoutée en 1999) avec trois trains en service. En avril 1987, la ligne a été étendue de 1,7 km avec une station jusqu'à la Gare centrale et deux autres trains ont été mis en service. En raison de problèmes financiers seulement un tronçon de 12,5 km avec sept station avait donc été mis en service entre Eldorado et Central. Les travaux sont alors arrêtés.
La construction a repris en 1991. La ligne a été prolongée à plusieurs reprises, en 1992 de 4,3 km avec le tronçon Central - Santa Efigênia à  Horto avec deux stations (Santa Tereza  fut ajoutée en 1993), en décembre 1994 de 1,3 km avec une station de Horto à Santa Inês et un train supplémentaire, en avril 1997 de 3,1 km avec deux stations de Santa Inês à Minas Shopping, C'est en 2002 que furent mises en service, de Minas Shopping à Vilarinho, en plusieurs étapes les 5 dernières stations. Les sections furent livrées hors du calendrier prévu. Cinq trains furent livrés en 1995 et quatre en 1996, un train en 2000 et les neuf derniers en décembre 2001, ce qui porte à 25 le nombre total de trains. Les 15 premiers trains furent construits par Cobrasma avec l'aide du consortium français Francorail. Les dix autres trains sont de fabrication Cobrasma/Alstom/ADtranz. C'est seulement en 2005 que le Métro de Belo Horizonte fut complètement opérationnel.

## Caractéristiques du système

### Matériel roulant
L'écartement est de 1 600 mm et l'alimentation des trains se fait par la caténaire, une tension de 3000 VDC. La vitesse maximale des trains est de 80 km/h.
Le parc est composé actuellement de 35 trains dont 25 trains Cobrasma série 900 et 10 trains CAF série 1000 (commande de novembre 2012, livraison en septembre 2015). Chaque train comporte quatre voitures, deux véhicules moteurs et de deux véhicules remorques. Il peut fonctionner ensemble jusqu'à trois unités couplées les unes aux autres par des coupleurs automatiques. Le modèle Cobrasma série 900 a une capacité de 1026 passagers dont 262 places assises. Les véhicules CAF sont climatisés, pourvus de caméras intérieures et extérieures, avec des portes plus larges, une intercirculation, un système de pilotage et de communications plus performant. La capacité de ces trains bidirectionnels qui peuvent rouler à 90 km/h, est de 1300 passagers.

### Exploitation
Le métro circule tous les jours de 5 h 15 à 23 h. Les trains ont une vitesse commerciale (vitesse tenant compte des temps d'arrêt des trains en stations) de 38 km/h.  L'intervalle de temps pendant les heures de pointe est de 4 minutes, avec 24 trains en service. Les samedis, l'intervalle minimal est de 8 minutes. L'intervalle maximal est de 10 minutes en semaine, 12 minutes le samedi et 14 minutes les dimanches et fêtes.

## Projets de développement
Les travaux de construction de la seconde ligne commencèrent en 1998, mais furent arrêtées en 2004. En 2011, la présidente Dilma Rousseff a annoncé le déblocage de 3,16 milliards de réals pour la modernisation et l'expansion du système en Belo Horizonte. Les investissements visent à la modernisation et l'extension de la ligne existante, la reprise de la construction de la ligne 2 (Barreiro-Calafate) et le déploiement de l'extension souterraine de Savassi-Lagoinha (Ligne 3). Sont également prévues des ressources pour l'expansion de la flotte de trains.
En janvier 2014, le gouvernement fédéral confirme l'octroi de fonds de 2 milliards de réals pour l'extension de la ligne 1 ainsi que la construction des lignes 2 et 3. Après cette modernisation, le métro de Belo Horizonte devrait atteindre 44,5 km, 31 stations et 40 trains de 6 véhicules chacun.

Mais les difficultés financières du Brésil entraînent des coupes budgétaires retardant la mise à disposition des fonds prévus. Les délais ne seront pas respectés, entraînant des surcoûts importants. Face à ces difficultés le Conseil municipal envisage la privatisation du métro (Trem Metropolitano de Belo Horizonte S.A. - Metrominas).
| Ligne   | Parcours              | Mise en service | Écartement | Longueur en km | Nombre de stations | Voyages quotidiens | Service                           |
| ------- | --------------------- | --------------- | ---------- | -------------- | ------------------ | ------------------ | --------------------------------- |
| 1 Bleu  | Eldorado - Vilarinho  | 1er août 1986   | 1 600 mm   | 28,2           | 19                 | 44                 | Tous les jours, de 5 h 15 à 23h00 |
| 2 Lilas | Barreiro - Nova Suíça | Sans prévision  | 1 600 mm   | 17,5           | 7                  | ---                | En projet - Aucune prévision      |
| 3 Vert  | Lagoinha - Savassi    | Sans prévision  | 1 600 mm   | 12,5           | 5                  | ---                | En projet - Aucune prévision      |